# Луцій Ацилій Страбон
Лу́цій Аци́лій Страбо́н (? — після 80) — політичний та військовий діяч Римської імперії, консул-суффект 80 року.

## Життєпис
Походив з роду нобілів Ациліїв. Про батьків немає відомостей. Після батька отримав сенаторство. На початку свого панування імператор Клавдій спрямував Ацилія як претора до провінція Кирена. У 59 році був притягнутий до суду, втім завдяки імператору Нерону виправданий. У громадянській війні 68—69 років підтримав Веспасіана, тому у 80 році став консулом—суффектом разом з Секстом Неранієм Капітоном. Наступного року призначений легатом VIII Августова легіону до Верхньої Германії. Подальша доля невідома.